# 商琥
商琥（？—1293年），字台符，元朝曹州济阴（今山东省菏泽市）人，商挺长子。
元世祖至元十四年（1277年）通过姚枢、许衡的推荐，为江南行御史台监察御史。治狱释冤，曾诛杀华亭蟠龙寺谋叛僧思月及同党。释放都昌反元领袖杜万一的胁从。至元二十七年（1290年），拜中台监察御史。举天下名士十余人，被忽必烈召用。至元三十年（1293年），任国子司业，去世。著有《彝斋文集》。